# 阿尔德韦拉德赫尔特
阿尔德韦拉德赫尔特，是西班牙埃斯特雷马杜拉卡塞雷斯省的一个市镇。总面积12平方公里，2001年普查人口總數為385人，人口密度為每平方公里32人。